# サイレントヒル
『サイレントヒル』（SILENT HILL）は、コナミ（後のコナミデジタルエンタテインメント）から発売されたホラーゲーム、およびそのシリーズ。ジャンルはホラーアドベンチャー。2013年7月時点でのシリーズ全世界累計販売本数は840万本である。

## シリーズ概要
シリーズ第1作『サイレントヒル』（以下『1』）は、カプコンが発売した『バイオハザード』の大ヒットによってホラーゲームが定着したことで、コナミによって企画された。企画原案は外山圭一郎。最初は、スティーヴン・キングの小説をホラーゲーム化するというプロジェクトをスタートさせるが、諸事情により頓挫し、オリジナルタイトルとして開発された。
『サイレントヒル4 ザ・ルーム』（以下『4』）までは社内の開発チーム「Team Silent」（チーム・サイレント）による自社開発だったが、『サイレントヒル ゼロ』（以下『ゼロ』）から『サイレントヒル ブック オブ メモリーズ』（以下『ブックオブメモリーズ』）まではコナミはほとんど関わらず欧米企業によって開発されていた。
本シリーズの演出として、懐中電灯の明かりを頼りにした限られた視界、言葉で言い表せないような嫌悪感、陰鬱とした雰囲気、作品独自の恐怖はいたるところで工夫を凝らし表現されている。カメラアングルをわざと傾けて死角を作りプレイヤーが見にくいように映す、画面にノイズエフェクトが常にかかっている、怪物が接近するとラジオから不穏なノイズが鳴りだす等、斬新な恐怖の演出がグラフィックや音響やシステムに組み込まれている。
また、ストーリー面でも単なる勧善懲悪ではなく、クローディア、ウォルターなどの敵対者はみな悲惨な人生を送った末に心が歪んでいたり、アレッサ、マリアと言った怪異の中心人物も大半は悲劇的な出自を背負い、報われない最期を迎えている。登場するクリーチャーも発生した背景に深い理由があったり、マルチエンディングの明暗の差はあれどいずれも哀切を残し、明確なハッピーエンドと言えるものは殆ど無い。ストーリーが地続きの続編であっても、過去作の最も明るいエンディングから続いているケースは少ない。
このように『サイレントヒル』は、恐怖の中に哀切が含まれていることも特徴である。シリーズ第1作は、アメリカの大手ゲームサイト「GameTrailers.com」が選んだ「最も怖いホラーゲームランキング」で1位を獲得している。
『1』は高い評価を受け、商業的にも成功を収めた。『バイオハザード』的なB級ホラーの要素から離れ、雰囲気を重視した心理的なホラースタイルへと移行したことで、サバイバルホラーのジャンルを定義する作品という見方もされている。続編の『サイレントヒル2』（以下『2』）は「ゲームにおける物語構築の最も優れた例の1つ」とも評価された。『サイレントヒル3』（以下『3』）も高く評価され、『4』はシリーズの慣例からの変更に対する批判はあったものの、雰囲気などは称賛された。しかし欧米での開発に移行したシリーズ後半は評価が下がっていき、『ゼロ』『サイレントヒル シャッタードメモリーズ』（以下『シャッタードメモリーズ』）は相応に評価されたものの、『サイレントヒル ホームカミング』（以下『ホームカミング』）『サイレントヒル ダウンプア』（以下『ダウンプア』）『ブックオブメモリーズ』はあまり好評は得られなかった。小島プロダクションによる新作『サイレントヒルズ』も計画されたが中止となり、結果として『ブックオブメモリーズ』を最後にシリーズは途絶えていた。
2022年、岡本基を新たな総合プロデューサーとして新作ゲームやリメイクが複数発表され、新たな映画化も告知された。公式ジャンル名「サイコロジカルホラー」は過去にも海外など一部で標榜していたが、復活後はそれで統一している。

## 舞台
アメリカの北東部にある架空の観光地「サイレントヒル」は、観光の要であるトルーカ湖を中央部に有する閑静な田舎町である。湖の北岸は遊園地などがある町の中心「ペイルヴィル地区」だが、湖の南岸「サウスヴェイル地区」は寂しい住宅街となっている。隣接した町として、「ブラマ」「シェパードグレン」がある。通常の状態では、濃霧に包まれた美しい町で、寂れてはいるものの住人もそれなりに存在する。
しかし、主人公たちが迷い込んだそれは人気のないゴーストタウンと化しており、町内に本来あるはずの道が崩落し消失、あるいは閉鎖されている。また、季節外れの雪が降ったり、異形の怪物が徘徊していたりと（作品によって程度に差は見られる）、現実世界とズレている。そこは「表世界」と呼ばれ、実はその土地は古くから不可思議な力を持っており、心に闇を抱いた者を異界へと引き込むことがあるとされている。
「表世界」は霧に包まれたゴーストタウンだが、時として血と錆にまみれた暗くグロテスクな「裏世界」へと変貌することがある。その「裏世界」は、屋内はもちろん、屋外であるはずの場所が辺り一面暗闇に包まれている、地面や壁であるはずの部分が金網一枚を隔てその先に闇が広がっている。また、そこかしこを異形の怪物が徘徊する、得体の知れない人型の肉塊が無造作に吊るされている、など様々な変異が見られる世界である。
「表世界」が「霧・雪」の白色を基調としているのに対し、「裏世界」は「血・錆」の赤色や「影・闇」の黒色を基調として構成されており、これらはストーリーにおける重要な設定の暗喩でもある。
主人公たちは「表世界」と「裏世界」を行き来しながらゲームの目的を達成し、町を脱出することになる。
作品によってはサイレントヒル以外の町が舞台になったり、サイレントヒルそのものが登場しない場合もある。『3』では主人公の暮らす町、『ホームカミング』では上述した隣町「シェパードグレン」が物語前半の舞台となり、裏世界にも変貌する。『4』は黒幕の記憶から作りだされた異世界が、『ブックオブメモリーズ』では奇妙な本によって見る悪夢の世界が舞台となっており、どちらもサイレントヒルは関係してはいるものの町自体に直接赴くことはない。『サイレントヒル: ザ ショートメッセージ』（以下『ショートメッセージ』）はドイツの寂れた町「ケッテンシュタット」にある「ヴィラ」と呼ばれる廃屋、『サイレントヒルf』（以下『f』）は日本の「戎ヶ丘」（えびすがおか）という田舎町を舞台とする。

## シリーズ一覧

### メインタイトル
- サイレントヒル（PS）（1999年）
- サイレントヒル2（PS2）（2001年）
  - サイレントヒル2 最期の詩（Xbox/PS2/Win）（2002年、新シナリオ・新武器などを追加した完全版）
- サイレントヒル3（PS2/Win）（2003年）
- サイレントヒル4 ザ・ルーム（PS2/Xbox/PC）（2004年）
- サイレントヒル ゼロ（PSP/PS2）（2007年）
- サイレントヒル ホームカミング（PS3/360/PC）（2008年、国内未発売）
- サイレントヒル ダウンプア（PS3/360）（2012年）
- サイレントヒル ブック オブ メモリーズ（PSV）（2013年）
- サイレントヒルf（PS5/XSX/PC）（2025年）
- サイレントヒル タウンフォール（対応機種未定）（発売日未定）

### リメイク
- サイレントヒル シャッタードメモリーズ（Wii/PSP/PS2）（2010年、同シリーズ一作目のリメイク/リブート作品となっているが、従来のものとは異なるゲーム性となっている。）
- サイレントヒル2（PS5/PC）（2024年10月8日発売[13]、『サイレントヒル2』のフルリメイク）
- サイレントヒル（対応機種未定）（発売日未定、『サイレントヒル』のフルリメイク[14]）

### リマスター
- サイレントヒルHD EDITION（PS3/360）（2012年、『サイレントヒル2 最期の詩』および『サイレントヒル3』の2作品をHD化移植したもの。360版は外国の一部地域でのみ発売）

### そのほか
- サイレントヒル アセンション（iOS/Android/PC）（2023年11月1日）プレイヤーの選択でストーリーが分岐し、演出にも参加することができるCGアニメシリーズ
- Dead by Daylight サイレントヒルエディション（2020年6月16日）Dead by Daylightとのコラボレーションパッケージ。

### 関連タイトル

#### ゲーム概要
PlayStationで発売されたシリーズ1作目（以下、当項目に限り本編と表記）のストーリーがノベルゲーム化されたのが本作である。サイレントヒル公式ポータルサイトには本作の情報は一切掲載されていない。ゲームの進め方によっては本編と全く異なる展開となる。
ゲーム中の要所にミニゲームが設置されており、サウンドノベルながら本編の謎解きの要素を楽しめる作りとなっている。本作のために幾つかのCG、ムービーが用意されている。
本作品に用意された各シナリオをクリアすることで「デジタルトレーディングカード（全32種）」を入手することができる。ただし、後述の理由によりプレイすることが不可能な「少年編」においてのみ入手可能なカードが存在するため、これを全て集めることは今のところ不可能である。

##### 主な登場人物
アンディ
「少年編」の主人公。本編では登場しないキャラクターで、本作におけるオリジナルキャラクターとなる。本編の主人公であるハリー・メイソン宅の隣家に住んでおり、シェリルと同じ学校に通う同級生。7歳。彼のささやかな願いは、シェリルと友達になること。しかし、彼もサイレントヒルの悲劇に巻き込まれていく運命にあった。
※その他の登場人物は本編に準ずる。

##### 「少年編」について
本作で用意されているメインシナリオは、「ハリー編」「シビル編」の2つだが、モバイルアダプタGBを使用しデータをダウンロードすることで、第3のメインシナリオである「少年編」を楽しむことができた。しかし、モバイルアダプタGBが普及しなかったことや、さらにはモバイルアダプタGBに関するサービスの全てが2002年12月14日に終了している事などから、この「少年編」の知名度は低い。「少年編」は春・夏・秋・冬の4部構成で、各季節ごとに季刊配信されていた。「少年編」では、「ハリー編」「シビル編」での伏線が明らかにされたり、語り尽くせなかったエピソードなどが収録されていた。

#### サイレントヒル（携帯アプリ版）

##### ゲーム概要
映画公開を記念してGBA版を元に製作された携帯電話用アプリ。そのため、登場人物・ストーリー展開・謎解きなどに変化はない。
ゲームは3つのチャプターから成り、各チャプターをクリアすると表示されるパスワードを使用してゲームを進めていく。各チャプターはそれぞれ小学校・病院・異世界を主な探索場所としており、途中の移動はほとんどがハリーの語りとなっている。
エンディングもプレイステーション版と同じく5種類に分岐し、分岐条件も同じである。ただし、2周目を遊ぶためには最高のエンディングである "Good+" を見る必要がある。2周目で見ることのできる「UFOエンディング」の鍵であるアイテムは2周目開始時に持っている状態となっている。
戦闘はエンカウント制で、1対1でのターン制バトルとなっており、RPGに近いものとなっている。

#### サイレントヒル ジ エスケープ

##### ゲーム概要
シリーズ初のシューティング型ソフト。当初はFOMA用のアプリとして配信されていたが、後にiPhone/iPod touchに追加要素を施した移植作が配信された。
本作では表世界・裏世界の要素は雰囲気程度にとどめてあり（そもそもゲームの舞台も「サイレントヒル」であるのかどうか不明）、メインシリーズとのストーリーの直接のつながりは乏しい。その一方でゲームとしては3D迷路からの脱出というテーマに絞り込まれており、携帯電話のタッチパネルや加速度センサーを活かした操作や、「霧」「錆」「クリーチャー」といった、シリーズのキーワードをちりばめたグラフィックス等で、新しい方向性を展開している。
ゲームの主人公は、病院と思しき見ず知らずの建物で“覚醒”した男性。何の理由も告げられぬまま、懐中電灯の灯りを頼りに暗い通路の中で出口を目指して歩くことになる。3D迷路状のフィールドを歩き回り、どこかにある鍵を入手した後に、出口にたどり着けばステージクリアとなる。
フィールドにはさまざまなクリーチャーが徘徊しており、接触しないように対処していく。所持していたリボルバー拳銃などで撃退もできるが、弾数が25発と限られている。また、時間の経過と共に懐中電灯の灯りが弱まっていくが、フィールド上の電池を入手すれば明るさを取り戻せる。

#### P.T.

##### ゲーム概要
Fox Engineを使用した一人称サバイバルホラーゲーム。PlayStation 4向けに無料配信された。配信当初はサイレントヒルシリーズとの関連は示されていなかったが、ゲームクリア後にSilent Hillsという文字が浮かび上がる演出があり、後にシリーズの新作となる『Silent Hills』(サイレントヒルズ)のプレイアブル・ティザーであることが正式に発表された。
『Silent Hills』の開発中止に伴い『P.T.』は配信停止となり、一度ダウンロードしたユーザーの再ダウンロードも不可となったため、2015年現在このゲームを入手しプレイする方法は限られてしまっている。

#### サイレントヒル: ザ ショートメッセージ

##### ゲーム概要
無料配信された短編作品。シリーズのリブートに伴い、スタッフのノウハウ育成と今後の研究開発を兼ねて開発された。
『P.T.』同様の一人称視点であり、主人公に戦う力は無いので敵から逃げるしかない。

### アーケードタイトル
- サイレントヒル アーケード（2007年）

### ノベル
著：山下定 イラスト：伊藤暢達 コナミデジタルエンタテインメント
ゲームの正統ストーリーを完全ノベライズした、ノベル版。ゲーム中では語れなかった詳細が追加されている。
- 『サイレントヒル』（2006年）
- 『サイレントヒル2』（2006年）
- 『サイレントヒル3』（2007年）

### デジタルコミック
漫画：伊藤暢達 原作：大和久宏之 監修：山岡晃
KONAMIの携帯電話サイト「週刊コナミ（旧・デジタルコミックス）」で配信されたデジタルコミック版（現在は配信終了）。
- SILENT HILL Cage of Cradle

『1』が始まる直前の物語を描いている。『1』に登場した看護婦リサと、その恋人マシューを中心とした物語である。
- SILENT HILL Double under Dusk

最愛の息子ロニーを失い、無感情、無気力な日々を送っていたブライアン。ある日、悪夢の中に出てきた女にそっくりな女性リンジーと出会い、共にサイレントヒルを訪れることになるが…。
『アーケード』のキャラクターも登場する。

### 映画
- サイレントヒル（2006年公開）
- サイレントヒル: リベレーション3D（2012年公開）
- リターン・トゥ・サイレントヒル (TBA)

## 作品間の関連性
人物相関や作中の文献から、『1』、『2』、『3』、『4』、『ゼロ』、『ホームカミング』、『ダウンプア』、『サイレントヒル アーケード（以下『アーケード』）』にそれぞれ物語の連続性が見られる。特に『1』と『3』、『2』と『4』は相互に関連し合っている。その具体例は以下の通りである。
- 『3』には『1』に登場したハリー、アレッサ、シェリル、リサが登場する。特にハリーは主人公の父親、アレッサはストーリーのキーパーソンという重要な役割を担う。その他にもアレッサの母親ダリアの名前が『3』『4』に登場する。
- 『3』の主人公ヘザーは、『1』のキーパーソンであるアレッサとシェリルの生まれ変わりである。
- 『3』の事件の首謀者、クローディアはアレッサの幼なじみである。
- 『4』のキーパーソンであるウォルターの名前が、『2』に先駆けて登場する。
- 『2』の主人公ジェイムスの父親フランクが、『4』に登場する。また、『4』では主人公ヘンリーがジェイムスの末路を示唆するコメントをする。
- 『2』に名前が登場した看護婦レイチェルの部屋を『4』で探索できる。
- 『2』と『3』にはストーリー上の繋がりは見受けられないが、舞台がサイレントヒルのトルーカ湖南岸「サウスヴェイル地区」であることが共通している。また、『2』のヒロイン、マリアの正体を示唆する文章を読める他、ヘザーがジェイムスの残留思念の様なものを感じ取っている描写がある。
- 『4』におけるキーパーソンの一人、ジョセフが書いた記事が、『3』に先駆けて登場する。
- 『2』でジェイムスが体内に神を宿していたり特殊な能力を持っている訳でもない一般人であるにもかかわらず、みずから作り出した異世界に取り込まれたのは、『1』での一連の事件の影響でサイレントヒルに宿る神の力が強まったからである。
- 『1』に登場した教団の司祭服、『2』に登場した三角頭の服装は、『3』に登場する神の使者ヴァルティエルの服装が由来である。
- 『2』では教団が登場しない一方で、『1』『3』『4』では語られなかったサイレントヒルの歴史や教団の原形となる土着信仰の詳細を知ることができる。
- 『1』『3』『4』では教団がストーリー上の敵対者であり、いずれも主人公が神の復活を阻止する。
- 『4』のキーパーソン、ウォルターに「302号室自体が母親」であると吹き込んだのは、『1』の黒幕、ダリアであり、この一言が後に連続殺人事件へと発展した。
- 『1』『4』では第三者が作り出した異世界が舞台であるのに対し、『2』では主人公自身が作り出した異世界が舞台となっており、『3』では両方の要素を含んでいる。
- 『1』『2』『3』『4』『ゼロ』のいずれも、「家族」がストーリー上のテーマになっている。
- 『1』と『4』はストーリー上の繋がりが少ないが、アレッサとダリアの名前が『4』に登場する。
- 『アーケード』は『2』で登場したトルーカ湖南岸の「サウスヴェイル地区」が舞台で、『2』のメモ「湖の伝承」に登場する「リトル・バロネス号」の失踪事件が『アーケード』の事件の重要な鍵を握っていて、『アーケード』の主人公の一人エリックは失踪したリトル・バロネス号の船長の子孫である。

## 「教団」について
シリーズを通して度々目にする「教団」とは、サイレントヒルに古くから存在する宗教集団のことを指す。多神教的一神教で特定の呼称はなく、単に「教団」と呼ばれる。
元々は先住民族による土着の宗教がベースになっていたが、教団内に入信者が増え、主体が彼らの手に移ると、キリスト教の影響が色濃くなっていったといわれる。原始混沌の世界に楽園を創造して力尽きた「神」を復活させ、世界を崩壊させることですべての罪を洗い流すという教示を持ち、それによる救済といった趣旨の信仰を柱とする。
「PTV」と呼ばれる麻薬の栽培・密売や、下部組織「サイレントヒルスマイルサポート協会（通称・4S）」の運営する孤児院「希望の家」内部での、子供たちに対する日常的な虐待や洗脳など、黒い噂が絶えない組織である。一方で内部でも下記のように「神」の復活方法などを巡って派閥が存在しており、それらの対立を抱えてもいる。

### 派閥
- 聖女派

ダリア・ギレスピーを筆頭とする派閥。儀式を行い特殊な資質を備えた女性（聖女）の胎内に「神」を宿し、これを出産させることにより「神」の復活を目指す。
- 聖母派

聖女派とは対立している。「術者」と呼ばれる人間を育成し「21の秘跡」の儀式を完成させることによって「神」（聖母）の復活を目指す。
- ヴァルティエル派

ジミー・ストーンを筆頭とする派閥。聖女派と聖母派の仲介を図っており、神の復活を手助けする天使であり、処刑人であるヴァルティエルを崇拝する。

### 主な教団関係者
ダリア・ギレスピー
アレッサの母親。聖女派司祭であり、同派閥の筆頭的存在。『1』『ゼロ』の黒幕。『3』や『4』にも名前が度々登場する。
『ゼロ』（当時39歳）にて、神の誕生による楽園創設のためにアレッサを母胎として利用するが、アレッサが自らの魂の半分を遠くへ逃がしてしまった為に失敗する。それから7年後、『1』（当時46歳）にてサイレントヒルを訪れたハリーを利用して再び神の復活を目論んだが、『1』の終盤で復活した不完全な神の攻撃によって死亡する。
尚、後述のクローディアに歪んだ価値観や思想を植え付けた張本人であるため、シリーズを通しての黒幕とも言える。
アレッサ・ギレスピー
ダリアの娘であり、神の母胎「聖女」に選ばれた少女。
『ゼロ』（当時7歳）において、ダリア率いる教団の儀式により全身大火傷を負うも胎内に神を宿していた為、7年もの間生き延びつつ病院の地下で監禁されていた。『1』（当時14歳）の終盤で神へと変貌し、ハリーによって倒される。その後、死ぬ間際に自らの分身（『3』の主人公であるヘザー）を託して息絶えた。
シェリル・メイソン
『1』『3』『ゼロ』の登場人物。『ゼロ』の終盤に、アレッサから分離した魂の半分が赤子として顕在化した存在。つまり、アレッサの分身と言える。
路上でメイソン夫妻に拾われた。母ジョディにシェリルと名付けられ、養子として育てられる。3歳の時に母を病気で失い、父ハリーと二人での生活となる。自らの分身とも言えるアレッサの苦痛を感知し、ハリーにサイレントヒルへ行くことを提案する。その後サイレントヒルで、『1』（当時7歳）の序盤にアレッサと融合し、以降は運命を共にした。
マイケル・カウフマン
アルケミラ病院の院長。教団の儀式に用いる薬草「ホワイトクロジェア」を加工して作られた麻薬「PTV」を観光客に売りさばいていた。
教団からホワイトクロジェアを授受し、その見返りにアレッサを監禁したり、口封じの為アレッサを看護していたリサ・ガーランドを殺害する等、教団の活動に協力した。
そして異変に巻き込まれるが、最期はアレッサにアグラオフォティスを使用して胎内に宿る神を不完全な状態で早産させるなど、教団に一矢報いる。しかし、ハリーが神を倒した直後にゴーストと化していたリサに襲われ奈落へと消えた。
リサ・ガーランド
『ゼロ』では16歳の見習い看護婦。アルケミラ病院に勤務する。麻薬「PTV」を服用させられており中毒者となっていた。カウフマンとの肉体関係を築いていた。
看護婦として全身大火傷を負ったアレッサを、カウフマンの命令で看護することになった。その後、異常な生命力を持つアレッサに恐怖を抱き、一度は辞表を提出し、病院を去るが、麻薬中毒の禁断症状が発症して幻覚を見るようになり、結局病院に戻った。23歳の時、『1』の序盤にカウフマンと口論の末に殺害され、自らの死に気がつかないまま、異世界に取り込まれた。
『1』の終盤に自らの死に気付き、最後は自分の仇であるカウフマンを道連れに奈落へと落ちていった。『3』ではヘザー（アレッサ）の回想として再登場する他、彼女のイメージから生み出されたクリーチャー「ナース」が登場する。
クローディア・ウルフ
聖女派司祭であり、ダリアの後継者。『3』の事件のキーパーソンにして黒幕。アレッサとは幼馴染みで2歳年上のアレッサを姉の様に慕っていた。特殊な能力と過激ともいえる信仰心のために一部信者に恐れられていた。
後にヘザーがアレッサの生まれ変わりとして生きていることを知り、ハリーを殺すなど様々な手を使ってヘザーに怒りを覚えさせ、彼女を聖女として体内に宿っている神の母胎を成長させて神を復活させようと目論んだが、『3』の終盤で失敗し、直後にヘザーが吐き出した神の胎芽を呑み込んで自分を聖女として未完成ながら神へと変貌を遂げるもヘザーに倒される。
尚、ダリアに思想を植え付けられた（洗脳された）一人であり、ヴィンセント曰く、｢いかれたばあさん（ダリア）の妄執に取り憑かれた女｣。
ヴィンセント
派閥不明の司祭。全てを破壊して楽園を築こうとするクローディアとは違い、神の力を利用して現実世界での実利を求めており、彼女とは対立している。
教団の財政強化と体制の整備を図り、クローディアと共に教団の勢力拡大に貢献していた。
『3』にてクローディアの計画を止めるためにヘザーに手助けをしていたが、『3』の終盤でクローディアによってナイフで刺されて絶命した。
レナード・ウルフ
クローディアの父親であり、教団の信者。『3』に登場する。正義感が強いが選民思想の持ち主。
神の力で楽園を築く人間は選ばれるべきと思い込んでおり、思想の違いから娘のクローディアと対立していたが、実は娘のクローディアによる儀式のせいで異形の怪物と化してしまい、病院の地下に監禁されていた。
ヘザーと協力し、クローディアを殺すことを目論んでいたが、ヘザーが信者ではないことを知り、騙されたと勘違いして激怒し、ヘザーに襲い掛かるも返り討ちに遭い死亡した。
ウォルター・サリバン
神を復活させる儀式「21の秘跡」の術者。『2』『4』に登場する。望まれぬ生を受け、実の両親の顔も知らぬまま教団の運営する孤児院「希望の家」に引き取られ、そこで儀式「21の秘跡」の「術者」に選ばれると同時に司祭であるジョージ・ロステンに育てられていた。不幸な境遇にありながらも元々は親切で穏やかな性格だったのだが、教団によって無意識領域にヴァルティエルを刷り込まれたことで残忍な殺人鬼へと豹変する。
24歳の時（『2』と同時期）、ロケイン兄妹殺害の罪で独房に入れられ、後に喉にスプーンを刺したことによる大量出血によって死亡したが、実は自殺したわけではなく自ら贄とすることで肉体を捨てるための儀式（「21の秘跡」である十の心臓を捧げての解放の儀式）の過程であり、この時点でも超常的な力で生きていた。埋葬された後に墓から這い出して302号室に向かい、儀式の準備を整えた末に自ら肉体を捨てて異世界を創造した。その際に無心に母を求める幼きウォルターと分離し、母への執着から解放された後にその魂（ジョセフ・シュライバー曰く「殺人マシーン」）が儀式を続けていた。
『4』の終盤では「21の秘跡」の最後の一人としてヘンリーを殺そうとするも倒され、同時に幼きウォルターも自身の本当の死によって異世界と共に消滅した。
彼が儀式を行った動機は、「母親を起こす」為であり、自分が生まれた場所である302号室を母親だと信じ込んでいる（つまり、教団の人間に騙されている）。彼に「302号室が母親である」と信じ込ませたのはダリアであり、彼女の影響力は後の時代にまで及んでいる。実のところ、「21の秘跡」を完遂したところで彼の本当の望みは叶う事は無いが、302号室を母と信じ込むが故にそれに気付かず凶行を繰り返していた。
自らの両親や教団に人生を滅茶苦茶にされたという点では、シリーズを通して最大の被害者であるとも言えるが、自身もまた大勢の人間を殺害した加害者である事も事実である。
アンドリュー・デサルボ
元「希望の家」の監視員。子供たち曰く「デブオーガ」。酒癖が悪く、ウォルターを含む子供達を日常的に虐待していた為に恐れられていた。
『4』において、ウォルターの「21の秘跡」に巻き込まれて殺害され、後にゴーストと化した。
ジミー・ストーン
ヴァルティエル派司祭で、同派閥を立ち上げた人物（着用していたバンダナにちなんで通称「赤い悪魔」とも呼ばれていた）。
ウォルターを「21の秘跡」の「術者」として選び、ジョージ・ロステンに育てさせた。その後、「21の秘跡」のためにウォルターによって後頭部を撃ち抜かれて死亡。最初の犠牲者となり、後にゴーストと化した。
ジョージ・ロステン
ヴァルティエル派司祭で、ジミー・ストーンの右腕。
ジミー・ストーンの命令でウォルターを「術者」として育て上げ、その際に儀式のために殺人を犯すよう唆した。その後、『4』に出てくる「21の秘跡」のためにウォルターによって鉄パイプで殴られて死亡した。
トビー・アーチボルト
聖母派司祭。閉鎖されていた「希望の家」を再開するがその裏ではマリファナを生成、密売していた。
ジミー・ストーンとジョージ・ロステンの死後は密売で得た資金で揺らぐ教団を支えて市議会議員にまで上り詰めた。しかし、『4』に出てくる「21の秘跡」のためにウォルターによって崖から突き落とされて死亡し、後にゴーストと化した。
マーガレット・ハロウェイ
サイレントヒルの近隣の町、「シェパードグレン」の判事。『ホームカミング』に登場する。神の怒りを鎮めるため、教団を再興した。
町を異変から守るためには手段を選ばず、殺人さえ厭わない危険な人物であり、教団に反対する者はたとえ実の娘であろうと殺そうとする。既に生け贄として娘を殺害しているにもかかわらず、後述のバートレットやフィッチと比べて平常心を保っており、アレックスには友好を装っている。
『ホームカミング』の終盤、本性を露にして最後の生け贄であるアレックスを電動ドライバーで刺殺しようとするが、押し返され喉をドライバーで貫かれ死亡した。
アダム・シェパード
元軍人であるシェパードグレンの警察署長。『ホームカミング』に登場する。
町を異変から守るため、息子アレックスを生け贄として殺す義務があったが、結局最後まで実行できなかった。
『ホームカミング』の終盤に、両手を縛られた状態でアレックスと再会し、会話した直後、ブギーマン（三角頭）の大鉈で切り裂かれた。
サム・バートレット
シェパードグレンの市長。『ホームカミング』に登場する。
精神に異常を来しているが、彼もまた生け贄として自らの子供を殺害してしまったため。最後はクリーチャー「セプルカー」に叩き潰された。
マーティン・フィッチ
シェパードグレンの病院の院長。『ホームカミング』に登場する。
市長同様に精神的に異常を来しているが、彼も娘を生け贄として殺害しているため。最後はクリーチャー「スカーレット」に頭を食い千切られた。
カーティス・アッカーズ
廃品回収屋を営む男。『ホームカミング』に登場する。教団の一味。
マーガレットの命令で彼女の娘エルを電動ノコギリで殺そうとするが、乱入してきたアレックスと交戦の末に殺された。
教団信者
白いローブに身を包み、動物の骨のマスクを被っているのが特徴。
『1』や『3』に磔にされた遺体として度々登場する。『ゼロ』ではダリアやカウフマンと共に儀式を行う。
オーダーソルジャー
マーガレット判事が再興した教団に所属する兵士たち。『ホームカミング』に登場する。
鉄パイプやライフルで武装し、教団に反対する者たちを始末する任務を帯びている他、最後の生け贄であるアレックスを狙う。
その殆どが従軍経験の無い素人であることが災いし、父親から訓練を受けていたアレックスによって少なくない人数が殺された。

## 主人公・主要人物
ハリー・メイソン
『1』『プレイノベル』の主人公。『3』『ゼロ』の登場人物。フリー・ライター。
『ゼロ』の終盤、妻ジョディと共に、路上でアレッサの魂の半分が顕在化した赤子（後のシェリル）を拾い、養子として引き取った。その3年後に妻を病気で失う。更に4年後、『1』においてシェリルと共に休暇を過ごす為にサイレントヒルを訪れるが、異変に巻き込まれ、行方不明となった娘を探し回る。
『1』の終盤、アレッサから誕生した神を倒すことには成功するが、遂にシェリルを取り戻すことは叶わず、代わりにアレッサの生まれ変わりである赤子（後のヘザー）と共に町から生還した。その後は赤子にシェリルと名付けるが、教団の目を欺くために外ではヘザーという偽名を名乗らせていた。『1』の3年後には追跡してきた教団信者を正当防衛で殺害している。『1』のあるエンディングでは、全てが死に際のハリーが見た夢だったという結末となる。
ヘザーが17歳となった後、『3』において、クローディアの傀儡であるクリーチャー「ミショナリー」によって殺害された。
『2』ではUFOエンディングにカメオ出演する。『3』でもUFOエンディングでは殺害されず健全な姿で登場する。
シビル・ベネット
『1』のヒロイン的存在で、『プレイノベル』の主人公の一人。『サイレントヒル（映画）（以下『劇場版』）』では副主人公として活躍した。
28歳の警察官で、サイレントヒルの隣町、ブラマ市に常勤する。
『1』にて、連絡が途絶えたサイレントヒルを不審に思い、単身で調査する。町で出会ったハリーと共にシェリルを探すが、謎のクリーチャーに寄生されて正気を失い、ハリーに襲いかかり戦うこととなる。ルートによって生死が分かれるが、『3』では死亡したルートが正史とされている。
『ホームカミング』では名前は出てこなかったが、ウィーラー副保安官が彼女と思われる女性警官の事を話しており、サイレントヒルで消え、町外れで彼女のバイクが見つかっただけだと話していた。
『ブックオブメモリーズ』ではジョークエンディングに登場する。
ジェイムス・サンダーランド
『2』『パチスロ・サイレントヒル（以下『パチスロ版』）』の主人公。29歳の事務員。
父親のフランク・サンダーランドはサウスアッシュフィールドハイツの管理人である。
『2』において、３年前に病死したはずの妻メアリーからの手紙に引かれてサイレントヒルへとやってきた。メアリーを探して街を探索するうちに徐々に真実を思い出し、やがて自身の犯した罪と対峙して行く。
エンディングによってはサイレントヒルを去るが、小説版や『4』ではトルーカ湖に身を沈め入水自殺するルートが正史とされている(『4』では妻と共に行方不明になっている)。
『3』『シャッタードメモリーズ』『ダウンプア』『ブックオブメモリーズ』のジョークエンディングにも登場し、ジョークエンディング登場回数が最も多いキャラである。
メアリー・シェパード・サンダーランド
『2』のキーパーソン。『ダウンプア』『パチスロ版』『ブックオブメモリーズ』にも登場する。
ジェイムスの亡き妻であり、享年25。３年前に闘病生活の末に死亡している。
『2』の終盤、実は３年前には死亡しておらず、数日前にジェイムスによって衝動的に殺害されたことが明らかとなる。あるエンディングではマリアに代わって異形の怪物に変貌し、ラストボスとなる。因みに、『4』の時点で遺体の行方は不明である。
マリア
『2』のヒロイン的存在で、サブシナリオの主人公。服装、髪型、性格以外はメアリーにそっくりな女性。
物語の中盤からジェイムスと同行し、作中「幾度も」三角頭に殺害されては、何事もなかったかのようにジェイムスと再会する。その正体は、ジェイムスが作り出した理想のメアリーであり、町を徘徊する異形の怪物と同じ成り立ちである。人間としての自我を持ち、メアリーの記憶を持つ他、自らがジェイムスの望みから生まれた存在であることを自覚している。
最後はメアリーと同じ姿でジェイムスを待ち受けるが、自らの存在を否定された事で異形の怪物へと成れ果ててしまい、ジェイムスに倒される。
尚、あるエンディングでは怪物にならず、ジェイムスと共にサイレントヒルを去る。
『2』の同行者で本編では無力だが、本編前を描くサブシナリオでは自ら戦っていた。
『3』ではサイレントヒルに居た踊り子「マリア」が、イメージのルーツであることが判明する（服装や髪型が酷似している）。
ヘザー（シェリル・メイソン）
『3』の主人公。『ダウンプア』『ブックオブメモリーズ』のジョークエンディングにも登場する。
ハリーの娘で17歳のフリーターだが、実は『1』の終盤にアレッサが生み出した、彼女の生まれ変わりである赤子。
アレッサからハリーに託され、後にシェリルと名付けられるが、教団の目を欺くために、偽名であるヘザーを名乗らされる。高校には通っていない。『3』ではクローディアが起こした事件に巻き込まれる。物語の中盤、クローディアに父ハリーを殺害され、復讐のためダグラスと共にサイレントヒルへ向かう。物語の終盤、父の遺品である薬品「アグラオフォティス」を服用することで自らに宿っていた神を吐き出すことに成功する。
最後はクローディアが無理矢理復活させた不完全な神を倒し、ダグラスと共に町から生還するが、エンディングによっては神の依代となってしまう。
ダグラス・カートランド
『3』『サイレントヒル リベレーションズ3D（以下『リベレーションズ3D』）』の登場人物。50代の私立探偵。
『3』の副主人公的存在であり、物語の序盤にクローディアの依頼でヘザーをクローディアに会わせようとし、ヘザーと共に異変に巻き込まれてしまう。その後、クローディアら教団に協力してしまった罪悪感から、父親を殺害されたヘザーの復讐に協力する。
最終的にはヘザーと共に町から生還するが、エンディングによっては神に憑依されたヘザーに殺害される事にもなる。
ヘンリー・タウンゼント
『4』の主人公。20代後半の青年。
サウスアッシュフィールドハイツ302号室に、2年前から住み始めた。
職業は不明だが、部屋中に自らが撮影した写真を飾っていることや、スクラップブックを持ち歩いていることから、カメラマンであると推測出来る。
教団の儀式「21の秘跡」に巻き込まれ、自室に閉じ込められてしまう。物語の中盤、同じく儀式に巻き込まれたアイリーンと合流し、共に異世界からの脱出を目指す。
物語の終盤、儀式の術者であるウォルターを倒し、アイリーンと共に生還するが、あるエンディングでは死亡してしまう。
アイリーン・ガルビン
『4』のヒロイン的存在。24歳の若い女性。サウスアッシュフィールドハイツ303号室の住人。
物語の中盤、ウォルターの儀式に巻き込まれ、満身創痍の身となるも、ヘンリーと共に異世界からの脱出を目指す。アレッサやヘザーのように神の母体に選ばれてしまう。
最後はヘンリーがウォルターを倒したことで生還するが、エンディングによっては精神を蝕まれたまま終わったり神を出産して死亡してしまう。
『2』のマリアと違い、武器で敵を攻撃するなど、戦闘においてヘンリーをサポートする。しかしゴースト化が進んでいることで体力が尽きても死亡しない反面、侵食度合いによってはヘンリーに害をなす事になる。
エリック・レイク
『アーケード』の主人公。ポートランド在住の大学生で、シリーズでも珍しいサイレントヒル出身者。リトル・バロネス号船長の曾孫でもある。
トルーカ湖にまつわる噂を検証するべく大学の仲間と共にサイレントヒルを訪れた際に怪異に巻き込まれる。
最後は湖の怨念を倒してハンナの憎悪思念を晴らし、リトル・バロネス号の人々の魂を解放する。しかしエンディングによっては何も救えないばかりかティナやエミリーまで失ってしまう。
ティナ
『アーケード』のもう一人の主人公。エリックと同じ大学の教育学部に通う。メールフレンドのエミリーに会うためにエリックらと共にサイレントヒルを訪れる。
最後はエミリーや仲間を救出して脱出するが、エンディングによってはエミリーと共にエリックの前から消失してしまう。
トラヴィス・グレディ
『ゼロ』の主人公。『ホームカミング』『リベレーション3D』の登場人物。
サイレントヒルを故郷に持つトラックドライバーであり、幼くして両親を失っている。
アレッサに町へ呼ばれ、自らの過去と向き合うと同時に、ダリアやカウフマンら教団の儀式を阻止すべく行動する。
アレックス・シェパード
『ホームカミング』の主人公。
サイレントヒルの近隣の町、「シェパードグレン」の警察署長であるアダム・シェパードの息子。
生け贄として殺される運命にあったが、弟のジョシュアを誤って殺してしまい『ホームカミング』の事件を引き起こす。それと同時に精神崩壊を起こしてしまい精神病院に入院していたが、ある時病院を脱走し、自分を「傷を負ったために帰郷する軍人」であると思い込む。
シェパードグレンやサイレントヒルをさまよいながら、自らの過去や運命、復活した教団や町の異変に立ち向かって行く。最後は全てに決着を付けてエルと共に街を脱出するが、エンディングによっては死亡したり、自身がブギーマンと化してしまう。
ジョシュア・シェパード
アレックスの弟で、父は警察署長であるアダム・シェパード。
アレックスの行く先々に現れては消えていく。実は既に死亡しており、シェパードグレンに異変が起きるきっかけとなった。
エル・ハロウェイ
『ホームカミング』のヒロイン的存在。アレックスの幼馴染。
中盤からアレックスと行動を共にする。彼女も教団の敵対者として母親に殺されそうになるが、アレックスに救出される。最後はアレックスと共に街を脱出する。
尚、エンディングによっては生死不明のまま終わる。
マーフィー・ペンドルトン
『ダウンプア』の主人公。囚人。
「ウェイサイド刑務所」への移送中に起きた転落事故のどさくさ紛れに逃走する。
孤児であり、サイレントヒルの教会で育てられた過去を持つ。
息子チャーリーを近所に住む変質者パトリック・ネイピアに殺され、妻キャロルから絶縁されている。サイレントヒルに辿り着き、そこで息子を亡くしたトラウマや、自らの罪と向き合っていく。最後はブギーマンと化してカニンガムと対決するも彼女を生かし、元の姿に戻って共に現実世界に生還。カニンガムに見逃されてどこかへと去って行った。
尚、エンディングによってはサイレントヒルに囚われ続ける。
アン・マリー・カニンガム
『ダウンプア』のヒロイン的存在にして主な敵対者。
父親フランクをマーフィーのせいで亡くし、復讐の為、執拗にマーフィーを付け狙う。
教会では、彼女の憎悪や悲しみの象徴として幼少期の彼女と出会うことになる。
『ダウンプア』の最終局面にて、復讐を果たすべくブギーマンと化したマーフィーを殺そうとし、逆に追い詰められるも見逃される。その後、父親を暴行した犯人がマーフィーではなく父親の同僚スーエルであったことを知り、町から生還した後、復讐の為にスーエルのもとへ向かう。
尚、エンディングによってはマーフィーに殺害されてしまう。
プレイヤー
『ブックオブメモリーズ』の主人公で小売店勤務の若者。性別、名前、外見は自由に設定可能。
誕生日に奇妙な本を受け取った事で、悪夢の世界で怪物と戦う夢を見るようになり、そこでの行動に応じて過去や未来を変化させる力を手に入れる。しかし最終的に本がただ自分の願いを叶えるだけの都合の良い道具ではない事に気付く。
最終的に本をどう扱うか決断を下すが、いずれのエンディングも自身が破滅したり周囲が不幸に見舞われたりと、明るい結末を迎える事は無い。
アニタ・プラナート
『ショートメッセージ』の主人公。ドイツの「ケッテンシュタット」で暮らす高校生。
友人のマヤに呼ばれて訪れた廃屋「ヴィラ」にて異世界に閉じ込められ、マヤの死の引き金になっていたという自身の罪を思い出していく。
最後は自分を認めてくれていたマヤに謝罪するべく自殺を図るも、幼馴染のアメリの言葉で思い止まる。マルチエンドではないため、迎えるのはこの結末のみ。
深水 雛子（しみず ひなこ）
『f』の主人公。1960年代の日本の女子高生。
平凡な日常を送っていたが、突如として変貌した故郷「戎ヶ丘」にておぞましいクリーチャーと戦う羽目になる。

## シリーズ頻出のクリーチャー

### 神
サイレントヒルシリーズの世界観の根幹。
サイレントヒルに古くから宿る土着神であり、科学的な説明のつかない、不思議な現象を幾度も起こしてきた。
その姿は作品によって異なり、そのいずれも神を復活させた人物が抱く、神に対するイメージが投影されている。
憎しみや心の闇を糧に成長するが、復活には母体となる人間が必要となる。現時点では一度も完全な復活を果たしたことはなく、いずれも銃器や鈍器などによって普通の人間の手で倒されている。しかし完全復活した場合、一説ではこの世の全てを破壊すると言われており、人間の力では到底どうにか出来るものではないらしい。
弱点は「アグラオフォティス」と呼ばれる薬品で、シリーズではこの薬品の力で二度も早産している。
『2』では罪を犯した人間を呼び寄せる力があることが判明し、呼び寄せた人間の心の闇や憎しみを糧として異世界を生み出す。呼び寄せられた人間はいずれも罪の記憶を失い、異世界をさまよいながら自らの罪を思い出していき、最終的にはサイレントヒルで死亡する運命にある。
『2』の作中に登場する迷宮には、この力による犠牲者達の墓地がある。
異世界を作り出す力があり、いずれも、糧とした人間の心の闇やトラウマが投影されている。
その一方で人の望みや願いを具現化する力もあり、特に『2』ではその力が物語の鍵となっている。
インキュベーター
『1』に登場する、アレッサに宿る神が覚醒した姿。
姿はアレッサが抱く神に対するイメージから、白い布を身に纏い、光を放っている。青色の雷を放つ。名前の通り、未熟な状態である。
後にカウフマンにアグラオフォティスを撒かれ、後述のインキュバスを早産した。
インキュバス
『1』に登場する。アレッサから誕生した不完全な神。
名称とは異なり、黒山羊の頭に背骨が剥き出しになっている人型の身体、巨大な翼を持つバフォメットの姿をしている。赤色の雷を放つ。
早産や薬品により非常に弱体化していた為、ハリーの手で倒された。
ゴッド
『3』に登場する。ヘザーが早産し、クローディアが無理矢理復活させた不完全な神。
インキュバスと同様にバフォメットの身体をもち、頭部はアレッサに酷似している。翼はなく、脚も未熟だが、かなりの巨体で、炎を操る。
無理やりな復活により弱体化していた為、ヘザーに倒された。
アレッサズドリーム
『ゼロ』に登場する。アレッサに宿る神であり、アレッサと同じく悪夢に取り込まれたトラヴィスと対決する。
体色は黒く、昆虫の様な触角が生えている。ビームや落石等、攻撃手段は多彩。
トラヴィスとの死闘の末に、フラウロスで封印された。

### 三角頭
昔のサイレントヒルに存在した、死刑執行人の姿が町に宿る神の力で具現化した存在。本来の武器は槍であり、初登場した『2』でも、大鉈を使用するのは序盤だけで、中盤からは槍を手にしているのだが、『2』以降の作品では、ほぼ必ず大鉈を手にしている。赤い三角形の大きな兜を被った男性の姿をしている。罪や暴力の象徴として現れる。作品ごとに外見や名称に差異があるが、いずれも不死身の存在で、主人公が直接倒したことは現時点では一度もない。
赤い三角頭／レッドピラミッドシング
『2』『アーケード』に登場する。兜はシンプルな形状で、赤く錆びている。白い袖無しのローブを身に纏い、黒いブーツ、白いゴム手袋も身に付けている。使用する武器は巨大な大鉈とリーチの長い槍。『2』ではジェイムスの自罰意識から生まれた存在であるため、ジェイムスと同じ体格、声を持つ。作中では幾度もジェイムスの前に立ちはだかり襲撃を仕掛ける。
因みに、『2』で所持している大鉈は巨大な鋏の片割れであり、対となるもう１つの大鉈はジェイムス（プレイヤー）が道中で入手できる。これは、レッドピラミッドシングがジェイムス自身の投影であることの暗示である。
『アーケード』ではハンナのトラウマから生み出され、大鉈を手に、無数のクリーパーを従えており、エリック、ティナとは二度対峙する。
ヴァルティエル
『3』に登場する。『2』のレッドピラミッドシングと同じく、白い袖無しのローブ、黒いブーツ、赤いゴム手袋を身に付けており、黄色い、目がなく口が側面にある異形の頭部を持つ。神の出産を手助けしたり、神の母体「聖女」を見守る天使であり、作中を通してヘザーを裏世界の外から見守る。
神の復活を手助けする存在であり、『4』ではウォルターに殺人を実行させた。
『1』や『3』に登場する教団信者や、『2』の死刑執行人（レッドピラミッドシング）の白いローブは、ヴァルティエルに対する敬意を表している。
ブッチャー
『ゼロ』に登場する。名称の通り、肉屋の様なエプロンや長靴、ゴム手袋を身に纏った大男の姿をしている。目はなく、顔の左半分をマスクで隠しており、大鉈ではなく巨大な肉切包丁を手にしている。トラヴィスの、誰もが持っている残酷な人格が具現化した存在であり、三角頭と酷似した、あるいは同一の存在。
不死身ではない為、トラヴィスに倒された。
ブギーマン（ホームカミング）
『ホームカミング』に登場する。『2』のレッドピラミッドシングとは似て非なる存在。直接アレックスと対決することは無いが、物語の鍵となっている。筋肉質な巨体であり、上半身は裸で、下半身に布を纏っている。三角形の兜は角が減り、三角錐に近い形状であり、ボルト等で装飾され、より禍々しい外見となっている。携行する大鉈は軍人であるアレックスのイメージが投影されたためか、巨大なサバイバルナイフの様な形状である。作中では計三体が登場する。エンディングによっては主人公アレックス自身がブギーマンと化してしまう。
ブギーマン（ダウンプア）
『ダウンプア』に登場する。直接マーフィーと交戦することはないが、物語の鍵となっている。ガスマスクに、黒いコートを身に纏った大男の姿をしている。武器は巨大なハンマーで、成り立ちは三角頭と酷似している。物語の終盤ではプレイヤーが操作出来る。
レッドピラミッド
『劇場版』『リベレーションズ3D』に登場する。外見は『ホームカミング』のブギーマンと酷似しているが、大鉈の形状は『2』のものに近い。アレッサの守護者であり、クリーチャーたちのボスである「闇の先導者」。下半身に纏った服は、人間の皮を繋ぎ会わせたものであり、素手で人間の生皮を剥ぎ取る怪力の持ち主。
常に無数のゴキブリ型クリーチャー「クリーパー」を従えており、人間やアレッサ（シャロン）に襲いかかるクリーチャーを手にした大鉈で処刑する。
『リベレーションズ3D』の終盤ではヘザー（シャロン）を殺そうとしたクリーチャー「ミショナリー」と対決し、首を切り飛ばした。
サクラヘッド
『ショートメッセージ』に登場する。裏世界と化した集合住宅で、アニタを追いかける存在。名前の通り、頭から体にかけて桜の花に覆われている。桜はスカートを形成しており、若い女性のような脚が伸びる。しかし手足の先端は鋭い枝になっており、アニタを捕まえた際には一撃で刺し殺してしまう。痙攣しているような歪な動きだが、突然スピードを上げて距離を詰めてくることもある。
罪を抱えた主人公を執拗に追い回す、絶対に倒せない、といった点は三角頭と共通する。
名前は公式Xアカウントでのユーザーを対象にしたアンケートで決まった。クリーチャーデザインは三角頭と同じ伊藤暢達が手がけた。

### ナース
ナース服を着た、女性の人型クリーチャー。『1』『2』『3』『ゼロ』『ホームカミング』『ダウンプア』『ブックオブメモリーズ』『アーケード』『ジ・エスケープ』『劇場版』『リベレーションズ3D（劇場版）』など、多くの作品に登場するクリーチャーであり、ぎこちない、機械的な動きで接近し、手にした武器で攻撃する。
パペットナース
『1』に登場する。背中に大きな蛭のようなクリーチャーに寄生され、正気を失った看護婦。元はアルケミラ病院に勤務する看護婦達であったが、異世界に取り込まれ、リサを除く全員がパペットナースと化した。前傾姿勢でぎこちなく徘徊するが、ハリーを発見すると走り寄って手にしたメスを振り回す。視力が弱く、ライトを消すとハリーを見失う。集団で襲いかかる。
パペットドクター
パペットナースと同様に、クリーチャーに寄生された医師。行動様式はパペットナースと大差は無いが、動作が若干鈍く、耐久力が高い。個体数は少ない。
バブルヘッドナース
『2』に登場する。胸元が大きく開いたネームプレート付きの白衣に、際どいミニスカートを履いている。その最大の特徴はゴムの様なもので覆われ、上下左右に振動する頭部であり、ぎこちなくロボットの様な動きで接近し、手にした鉄パイプを振り回す。集団で現れることが多く、病院の探索後は町中に出現する。ジェイムスが病院で出会ったナース「レイチェル」と、薬物や病気の影響で顔が膨れ上がった患者のイメージから生み出されたクリーチャーである。因みに『2』以外にも、『ダウンプア』のジョークエンディングにも登場する。
ナース（サイレントヒル3）
『3』に登場する。全作のバブルヘッドナースに似た白衣を着ているが、ネームプレートは無く、エプロンを身に付けている。頭部は黒髪でおかっぱ頭の美女であり、目をつぶっている。パペットナースの様な前傾姿勢で徘徊し、鉄パイプやリボルバー拳銃で攻撃する。やはり集団で現れることが多い。アレッサの看護をしていたリサ・ガーランドのイメージから生み出されたクリーチャーである。
ナース（ゼロ）
『ゼロ』に登場する。ガーターベルトを着用している。アレッサの、看護婦に抱くイメージから生み出されたクリーチャー。顔はのっぺらぼうのようで、手にした注射器で攻撃してくる。作中で最初に遭遇する敵である。
ナース（アーケード）
『アーケード』に登場する。『ブックオブメモリーズ』にも登場する。のっぺらぼうの顔に、おかっぱの髪が生えている。特に『アーケード』では鉄パイプの他に拳銃も武器として用いる上、画面を埋め尽くす程の物量で襲いかかる。
ナース（ホームカミング）
『ホームカミング』に登場する。貫頭衣の様な白衣を来ており、手にしたナイフで攻撃してくる。パペットナースと同様に、光に反応し、集団で襲いかかる。
ダークナース
『劇場版』に登場する。貫頭衣の様な白衣に、頭部が包帯の様なもので覆われている。パペットナースと同様に視力が悪く、暗闇ではマネキンの如く動かなくなる。ライトの光や物音に反応し、手にしたナイフで切りつける。
バブルヘッドナース（リベレーションズ3D）
『リベレーションズ3D』に登場する。外見はダークナースと大差はないが、こちらは音に反応する。

### ウサギのロビー君／ロビー・ザ・ラビット
サイレントヒルにあるレイクサイド・アミューズメントパークのマスコットキャラクター。『3』『4』『ホームカミング』『ブックオブメモリーズ』『アーケード』『リベレーションズ3D』『ショートメッセージ』『アセンション』に登場する。ピンク色で、洋服を着たウサギの着ぐるみ、或いは人形で、口の周りが血にまみれている。基本的にはクリーチャーではなく単なるオブジェクトやアイテムに過ぎないが、初登場である『3』の遊園地では、至るところに転がっている。また、『4』ではこちらを指差して笑っていたり、気球として空中に浮かんでいたりする他、『4』の公式ホームページの案内人を勤める。
『アーケード』ではクリーチャーとして登場し、斧やチェーンソー、ライフルで武装し、奇声をあげながら集団で襲いかかるほか、UFOエンディングにも登場する。

## シリーズ頻出のアイテム
栄養ドリンク
栄養を補給し、体力をわずかに回復する小瓶タイプの飲料。『1』では「栄養剤」、『ゼロ』では「健康ドリンク」として登場。『ゼロ』の「栄養ドリンク」はスタミナ回復アイテムで外見も異なる。
携帯用救急キット
傷を治療し、体力を中程度回復する救急箱。デザインは白い容器に赤十字マークが描かれている事が多い。
アンプル
痛みを沈静化して体力を全回復させ、使用後一定時間スタミナが減らなくなる鎮痛剤。『ホームカミング』のみ注射器型の「血清」、リメイク版『2』では「シリンジ」として登場。
ポケットラジオ
携帯用のラジオ。放送を受信することはできないが、活動中のクリーチャーが近付くとノイズが鳴り出すため、敵探知機として利用できる。しかしその不快なノイズはプレイヤーの恐怖心や焦燥感を煽る効果もある。電源のON/OFFと、ボリューム調整が可能。作品によっては下水道など電波を受信出来ない場所が存在し、そこではノイズが鳴らず使用不可となる。なおノイズ音でクリーチャーに気付かれることはない。
ライト
『4』と『アーケード』以外に登場。サイレントヒルはほとんど暗闇に覆われているため、探索には必須。ただしその光はクリーチャーを引きつけてしまう。映画版ではこの走光性を利用してナースの防御壁を突破した。電源のON/OFFが可能で、時には消灯して「闇討ち」を行うことも重要。ゲーム中では常に胸に付けて携帯している。
鉄パイプ
数ある接近戦用武器の中でも本シリーズの象徴といえる武器。作品ごとに差異はあるものの、基本的に威力は低いが長めのリーチを持つ為に使いやすい武器となっている。

## ジョークエンディング
ほとんどの作品には隠しエンディングとなるジョークエンディングが存在する。本編のストーリーは極めてシリアスであるが、これらはいずれもシリーズ特有の世界観を台無しにするほどのギャグオチとなっている。多くはアメリカ人に馴染み深い宇宙人であるグレイとアダムスキー型の古典的なUFOが登場する通称「UFOエンディング」と呼ばれるものであり、『1』-『3』のUFOエンディングでは本来の脚本とは関係無しにこのエンディング独自の物語が続いている。
『2』には「いぬエンド」と言う、また違ったジョークエンディングも用意されている。こちらでは主人公が片言ではあるが珍しく日本語を話している。これらジョークエンディングでは作品の垣根を越えてシリーズキャラクターが出演する場合もあり、特に『ダウンプア』『ブックオブメモリーズ』のジョークエンディングは過去作キャラが大勢登場するファンサービス的な内容となっている。
『4』は例外的にジョークエンディングが存在しない作品となっている。『ショートメッセージ』もエンディングは1種類のみでジョークエンディングは存在しない。

## Team Silent
コナミコンピュータエンタテインメント東京内の開発チーム。『サイレントヒル』から『サイレントヒル4 ザ・ルーム』までの開発を手掛け、その後解散した。解散の理由について『ホームカミング』に携わったケンジー・ラマーは、コナミがサイレントヒルシリーズに変化を求め、別の開発元に引き継がせるべくした事だと語っている。また、TheGamerの記事では「コナミが作品の権利を欧米企業に譲渡することを望んだため」と解説している。
- 外山圭一郎 - シリーズの企画原案。『1』で監督・脚本を務めた後にコナミを退社。ソニーへの移籍後に『SIREN』などを手掛ける。
- 佐藤直子 - 『1』でナースなどのクリーチャーデザインを担当。外山と共にソニーへ移籍する。
- 大和久宏之 - 『1』のプログラマーを務め、『2』『3』ではシナリオを担当。『4』の楽曲の作詞も手掛ける。
- 今村哲裕 - 『1』ではプログラマーとしてゲームシステムを作成。『2』ではプロデューサー、『4』ではサブプロデューサーを務める。
- 伊藤暢達 - 三角頭を始めとするクリーチャーデザインを手掛け、『1』『3』では背景デザインを担当。『2』『3』ではアートディレクターも務めている。
- 村越卓 - 『2』でドラマディレクター、ドラマアニメーターを務めた後に『4』では監督・脚本を担当。
- 佐藤隆善 - 『1』『2』のキャラクターデザイナー。『1』では背景やストーリーに、『2』ではゲームシステムにも携わった。
- 坪山優史 - 『1』では背景とモーションデザインを担当。『2』ではディレクターと街のデザイン。『4』ではアートディレクターとクリーチャーデザインを担当した。
- 中澤一英 - 『2』ではキャラクターアニメーター。『3』ではディレクターを務めた。
- 山岡晃 - シリーズの楽曲を担当。『3』『4』ではプロデューサーも務め、後年の映画版などにも関わっている。
- 畑田敬仁 - 『2』『3』のリードプログラマー兼グラフィックデザイナー。エフェクトやベースエンジンも手掛ける。

## その他
- 世界観の構築にあたりスティーブン・キングの中篇小説『霧』の影響を強く受けている。
- 『1』のサイレントヒルの街中にスティーブン・キング原作のホラー映画『ペット・セマタリー』 と『キャリー』のポスターがある。またハリーが目覚めたカフェにあるピンボールマシンの両側にあるポスターには「Study Dammit！」と書かれた男のポスターがある。これはスティーブン・キングが大学在学中に作成したポスターである。
- シリーズを通して難解な謎解きが特徴であるが、これはプロデューサーの意向による。関係者からは『MYST』を意識してのものだとの発言もある。『2』より、リドルレベル（謎難易度）をアクションレベルと別に選べるようになった。ただし、『4』のみアクションレベルと比例して謎解きも難しくなる。
- 操作のレスポンスが若干悪い。これは、プレイヤーの操作がゲーム内のキャラクターに反映されるまでに意図的にラグが挿入されているためであり、製作者は「プレイヤーに焦りを与えるため」だとしている。
- 『2』でジェイムスが便器の中に手を入れて、中に落ちている財布を取るイベントがあるが、それ以降の作品の『3』、『4』、『アーケード』でもこれと同様のイベントがある。
- 『2』の「いぬ」エンディングでは、BGMに山岡晃が『beatmania IIDXシリーズ』に提供した「in my eyes」という曲が使用されている[17]。これとは逆に、家庭用の『Dance Dance Revolutionシリーズ』に本作シリーズで使用された曲が2曲提供され、専用のムービーも用意された。後に2曲ともアーケードゲーム『Dance Dance Revolution』にも収録された。
- GBA版の作成にあたりコナミは「ビジュアルノベル」の商標登録を試みた。しかし、一般的なジャンルの一つとして定着した言葉に商標を主張することでゲーム愛好家の反発を受け、さらにはLeafが先有権を持つことが明らかとなったために申請を撤回することとなる。この経緯を経て、GBA版はジャンルを「プレイノベル」として発売に踏み切った。これはビジュアルノベルと本質的に同義であり、以降の作品では使用されていない。
- 映画版ではセントラリアの坑内火災が参考にされ[18]、その街の様相から正に「リアルサイレントヒル」と当事話題になったが、後にゲーム版も映画版も「サイレントヒルの街はセントラリアがモデル」と一緒くたにされる様になった。当然ながらゲーム版のサイレントヒルの火災は家一軒燃えただけの小規模な火事であり、開発者が影響を受けたのも上記のスティーブン・キングの『霧』である。
- サイレントヒルのタイトルは「静岡県」に由来する[19]。スタッフの中に静岡県出身者がいたことによる[20]。
- サイレントヒルにあるミッドウィッチ小学校はコメディ映画『キンダガートン・コップ』にも登場したオレゴン州にある実在する小学校アストリア小学校がモデルであり、小学校の建築デザインを参考にしている。また映画で学校内の壁に貼られている同じポスターが『1』のミッドウィッチ小学校内の壁に貼られたポスターで見かける事が出来る他、小学校付近に停まってあるスクールバスも映画に登場した7番の番号が付いたスクールバスと同じである[21]。
- 濃霧の気候を表現する際に、その形容に「サイレントヒル」が引用されることがある[22][23][24][25]。